# Campionati europei di atletica leggera indoor 2023 - Eptathlon
La gara dell'eptathlon ai campionati europei di atletica leggera indoor di Istanbul 2023 si è svolta il 4 e 5 marzo 2023 presso l'Ataköy Athletics Arena.

## Podio
| Pos.    | Atleta          | Nazionalità |
| ------- | --------------- | ----------- |
| Oro     | Kevin Mayer     | Francia     |
| Argento | Sander Skotheim | Norvegia    |
| Bronzo  | Risto Lillemets | Estonia     |

## Record
| Record                | Record       | Record  | Record            | Record        |
| --------------------- | ------------ | ------- | ----------------- | ------------- |
| Record del mondo      | Ashton Eaton | 6645 p. | Istanbul, Turchia | 10 marzo 2012 |
| Record europeo        | Kevin Mayer  | 6479 p. | Belgrado, Serbia  | 5 marzo 2017  |
| Record dei campionati | Kevin Mayer  | 6479 p. | Belgrado, Serbia  | 5 marzo 2017  |

## Programma
| Data    | Ora   | Turno             |
| ------- | ----- | ----------------- |
| 4 marzo | 9:00  | 60 metri piani    |
| 4 marzo | 9:40  | Salto in lungo    |
| 4 marzo | 11:05 | Getto del peso    |
| 4 marzo | 18:35 | Salto in alto     |
| 5 marzo | 10:00 | 60 metri ostacoli |
| 5 marzo | 11:08 | Salto con l'asta  |
| 5 marzo | 19:40 | 1000 metri piani  |

## Risultati

### 60 metri piani
Le due batterie dei 60 metri piani si sono disputate a partire dalle ore 9:00 del 4 marzo.
| Posizione | Batteria | Corsia | Nome                      | Nazionalità | Tempo | Punti | Note                                     |
| --------- | -------- | ------ | ------------------------- | ----------- | ----- | ----- | ---------------------------------------- |
| 1         | 2        | 7      | Simon Ehammer             | Svizzera    | 6"80  | 955   | =                                        |
| 2         | 2        | 3      | Manuel Eitel              | Germania    | 6"81  | 951   | Miglior prestazione personale stagionale |
| 3         | 2        | 5      | Kevin Mayer               | Francia     | 6"85  | 963   | =                                        |
| 4         | 2        | 4      | Hans-Christian Hausenberg | Estonia     | 6"86  | 933   |                                          |
| 5         | 2        | 2      | Dario Dester              | Italia      | 6"93  | 907   |                                          |
| 6         | 2        | 6      | Jorge Ureña               | Spagna      | 6"96  | 867   | (.957)                                   |
| 7         | 2        | 8      | Makenson Gletty           | Francia     | 6"96  | 897   | (.958)                                   |
| 8         | 1        | 2      | Sander Skotheim           | Norvegia    | 7"05  | 865   | (.044)                                   |
| 8         | 1        | 8      | Risto Lillemets           | Estonia     | 7"05  | 865   | (.044)                                   |
| 10        | 1        | 7      | Ondřej Kopecký            | Rep. Ceca   | 7"09  | 851   |                                          |
| 11        | 1        | 6      | Kai Kazmirek              | Germania    | 7"19  | 816   | Miglior prestazione personale stagionale |
| 12        | 1        | 5      | Maicel Uibo               | Estonia     | 7"31  | 775   |                                          |
| 13        | 1        | 4      | Tim Nowak                 | Germania    | 7"37  | 755   | Miglior prestazione personale stagionale |
| 14        | 1        | 3      | Marcus Nilsson            | Svezia      | 7"39  | 749   |                                          |

### Salto in lungo
La gara del salto in lungo si è disputata a partire dalle ore 9:40 del 4 marzo.
| Pos. | Atleta                    | Nazione   | 1ª prova | 2ª prova | 3ª prova | Risultati | Punti | Note                                     | Punti totali | Pos. tot. |
| ---- | ------------------------- | --------- | -------- | -------- | -------- | --------- | ----- | ---------------------------------------- | ------------ | --------- |
| 1    | Hans-Christian Hausenberg | Estonia   | x        | 7,63 m   | 7,81 m   | 7,81 m    | 1012  | Miglior prestazione personale stagionale | 1945         | 1         |
| 2    | Sander Skotheim           | Norvegia  | 7,56 m   | 7,60 m   | 7,48 m   | 7,60 m    | 960   |                                          | 1825         | 3         |
| 3    | Kevin Mayer               | Francia   | 7,41 m   | 7,38 m   | x        | 7,41 m    | 913   | Miglior prestazione personale stagionale | 1849         | 2         |
| 4    | Ondřej Kopecký            | Rep. Ceca | 7,23 m   | x        | 7,36 m   | 7,36 m    | 900   |                                          | 1751         | 8         |
| 5    | Dario Dester              | Italia    | 7,28 m   | 7,21 m   | 7,17 m   | 7,28 m    | 881   |                                          | 1788         | 5         |
| 6    | Jorge Ureña               | Spagna    | 6,49 m   | x        | 7,25 m   | 7,25 m    | 874   |                                          | 1771         | 6         |
| 7    | Manuel Eitel              | Germania  | 7,18 m   | 7,11 m   | 7,19 m   | 7,19 m    | 859   | Miglior prestazione personale stagionale | 1810         | 4         |
| 8    | Makenson Gletty           | Francia   | 6,84 m   | 6,33 m   | 7,18 m   | 7,18 m    | 857   | =                                        | 1754         | 7         |
| 9    | Maicel Uibo               | Estonia   | 7,16 m   | x        | 7,00 m   | 7,16 m    | 852   | =                                        | 1627         | 11        |
| 10   | Tim Nowak                 | Germania  | 6,90 m   | 6,85 m   | 7,06 m   | 7,06 m    | 828   | Miglior prestazione personale stagionale | 1583         | 12        |
| 11   | Kai Kazmirek              | Germania  | 6,95 m   | 6,98 m   | 7,01 m   | 7,01 m    | 816   |                                          | 1632         | 10        |
| 12   | Risto Lillemets           | Estonia   | 6,51 m   | 6,91 m   | 6,79 m   | 6,91 m    | 792   |                                          | 1657         | 9         |
| 13   | Marcus Nilsson            | Svezia    | x        | 6,82 m   | 6,82 m   | 6,82 m    | 771   | Miglior prestazione personale stagionale | 1520         | 13        |
| -    | Simon Ehammer             | Svizzera  | x        | x        | x        | nm        | 0     |                                          | 955          | 14        |

### Getto del peso
La gara del getto del peso si è disputata a partire dalle ore 11:05 del 4 marzo.
| Pos. | Atleta                    | Nazione   | 1ª prova | 2ª prova | 3ª prova | Risultati | Punti | Note                                     | Punti totali | Pos. tot. |
| ---- | ------------------------- | --------- | -------- | -------- | -------- | --------- | ----- | ---------------------------------------- | ------------ | --------- |
| 1    | Makenson Gletty           | Francia   | 15,74 m  | x        | 16,07 m  | 16,07 m   | 856   | Miglior prestazione personale            | 2610         | 4         |
| 2    | Kevin Mayer               | Francia   | 15,62 m  | x        | 15,81 m  | 15,81 m   | 840   |                                          | 2689         | 1         |
| 3    | Manuel Eitel              | Germania  | 15,27 m  | x        | 14,93 m  | 15,27 m   | 806   | Miglior prestazione personale            | 2616         | 3         |
| 4    | Tim Nowak                 | Germania  | 14,94 m  | x        | -        | 14,94 m   | 786   | Miglior prestazione personale stagionale | 2369         | 10        |
| 5    | Marcus Nilsson            | Svezia    | 14,72 m  | 14,62 m  | 14,77 m  | 14,77 m   | 776   |                                          | 2296         | 12        |
| 6    | Maicel Uibo               | Estonia   | 14,62 m  | 14,69 m  | x        | 14,69 m   | 771   |                                          | 2398         | 9         |
| 7    | Risto Lillemets           | Estonia   | 14,50 m  | 14,48 m  | 14,59 m  | 14,59 m   | 765   | Miglior prestazione personale stagionale | 2422         | 8         |
| 8    | Sander Skotheim           | Norvegia  | 13,82 m  | x        | 14,09 m  | 14,09 m   | 734   |                                          | 2559         | 5         |
| 9    | Kai Kazmirek              | Germania  | 13,23 m  | 13,94 m  | 13,07 m  | 13,94 m   | 725   | Miglior prestazione personale stagionale | 2357         | 11        |
| 10   | Hans-Christian Hausenberg | Estonia   | 13,63 m  | x        | 13,47 m  | 13,63 m   | 706   | Miglior prestazione personale stagionale | 2651         | 2         |
| 11   | Jorge Ureña               | Spagna    | 13,58 m  | 13,29 m  | x        | 13,58 m   | 703   |                                          | 2474         | 6         |
| 12   | Ondřej Kopecký            | Rep. Ceca | 13,57 m  | 13,53 m  | 13,12 m  | 13,57 m   | 702   |                                          | 2453         | 7         |
| -    | Dario Dester              | Italia    |          |          |          | dns       | dns   |                                          | dnf          | -         |
| -    | Simon Ehammer             | Svizzera  |          |          |          | dns       | dns   |                                          | dnf          | -         |

### Salto in alto
La gara del salto in alto si è disputata a partire dalle ore 18:35 del 4 marzo.
| Pos. | Atleta                    | Nazione   | 1,86 m | 1,89 m | 1,92 m | 1,95 m | 1,98 m | 2,01 m | 2,04 m | 2,07 m | 2,10 m | 2,13 m | 2,16 m | 2,19 m | 2,22 m | Ris.   | Punti | Note                                     | Pt. tot. | Pos. tot. |
| ---- | ------------------------- | --------- | ------ | ------ | ------ | ------ | ------ | ------ | ------ | ------ | ------ | ------ | ------ | ------ | ------ | ------ | ----- | ---------------------------------------- | -------- | --------- |
| 1    | Sander Skotheim           | Norvegia  | –      | –      | –      | –      | –      | o      | –      | o      | xo     | xo     | xo     | xxo    | xxx    | 2,19 m | 982   | Record dei campionati                    | 3541     | 1         |
| 2    | Risto Lillemets           | Estonia   | –      | –      | o      | o      | xo     | xo     | o      | o      | xxx    |        |        |        |        | 2,07 m | 868   | =                                        | 3290     | 6         |
| 3    | Jorge Ureña               | Spagna    | o      | –      | xxo    | –      | o      | xxo    | xxx    |        |        |        |        |        |        | 2,01 m | 813   | Miglior prestazione personale stagionale | 3287     | 7         |
| 4    | Manuel Eitel              | Germania  | –      | o      | xxo    | o      | xxo    | xxo    | xxx    |        |        |        |        |        |        | 2,01 m | 813   | Miglior prestazione personale            | 3429     | 3         |
| 5    | Kevin Mayer               | Francia   | –      | –      | –      | o      | xxo    | xxx    |        |        |        |        |        |        |        | 1,98 m | 785   | Miglior prestazione personale stagionale | 3473     | 2         |
| 6    | Hans-Christian Hausenberg | Estonia   | –      | o      | –      | xo     | –      | xxx    |        |        |        |        |        |        |        | 1,95 m | 758   | Miglior prestazione personale stagionale | 3409     | 4         |
| 6    | Tim Nowak                 | Germania  | –      | –      | –      | xo     | xxx    |        |        |        |        |        |        |        |        | 1,95 m | 758   | Miglior prestazione personale stagionale | 3127     | 9         |
| 8    | Makenson Gletty           | Francia   | –      | xo     | xxo    | xo     | xxx    |        |        |        |        |        |        |        |        | 1,95 m | 758   | Miglior prestazione personale stagionale | 3368     | 5         |
| 9    | Kai Kazmirek              | Germania  | –      | o      | o      | xxo    | xxx    |        |        |        |        |        |        |        |        | 1,95 m | 758   | Miglior prestazione personale stagionale | 3115     | 10        |
| 9    | Marcus Nilsson            | Svezia    | o      | o      | o      | xxo    | xxx    |        |        |        |        |        |        |        |        | 1,95 m | 758   | Miglior prestazione personale stagionale | 3054     | 11        |
| 11   | Ondřej Kopecký            | Rep. Ceca | xo     | o      | xo     | xxx    |        |        |        |        |        |        |        |        |        | 1,92 m | 731   |                                          | 3184     | 8         |
| -    | Maicel Uibo               | Estonia   |        |        |        |        |        |        |        |        |        |        |        |        |        | dns    | dns   |                                          | dnf      | -         |
| -    | Dario Dester              | Italia    |        |        |        |        |        |        |        |        |        |        |        |        |        | dns    | dns   |                                          | dnf      | -         |
| -    | Simon Ehammer             | Svizzera  |        |        |        |        |        |        |        |        |        |        |        |        |        | dns    | dns   |                                          | dnf      | -         |

### 60 metri ostacoli
Le due batterie dei 60 metri ostacoli si sono disputate a partire dalle ore 10:00 del 5 marzo.
| Posizione | Batteria | Corsia | Nome                      | Nazionalità | Tempo | Punti | Note                                     | Punti totali | Pos. tot. |
| --------- | -------- | ------ | ------------------------- | ----------- | ----- | ----- | ---------------------------------------- | ------------ | --------- |
| 1         | 2        | 3      | Kevin Mayer               | Francia     | 7"76  | 1043  | Miglior prestazione personale stagionale | 4517         | 1         |
| 2         | 2        | 5      | Jorge Ureña               | Spagna      | 7"83  | 1025  | TR16.5.3                                 | 4312         | 6         |
| 3         | 2        | 4      | Hans-Christian Hausenberg | Estonia     | 8"00  | 982   |                                          | 4391         | 3         |
| 4         | 2        | 7      | Risto Lillemets           | Estonia     | 8"05  | 969   | (.043)                                   | 4259         | 7         |
| 5         | 1        | 6      | Sander Skotheim           | Norvegia    | 8"05  | 969   | (.047)                                   | 4510         | 2         |
| 6         | 2        | 6      | Makenson Gletty           | Francia     | 8"06  | 967   |                                          | 4335         | 5         |
| 7         | 2        | 2      | Ondřej Kopecký            | Rep. Ceca   | 8"15  | 944   | (.146)                                   | 4128         | 8         |
| 8         | 1        | 4      | Manuel Eitel              | Germania    | 8"15  | 944   | (.150)                                   | 4373         | 4         |
| 9         | 1        | 2      | Tim Nowak                 | Germania    | 8"23  | 925   | Miglior prestazione personale stagionale | 4025         | 9         |
| 10        | 1        | 5      | Kai Kazmirek              | Germania    | 8"25  | 920   |                                          | 4035         | 10        |
| 11        | 1        | 3      | Marcus Nilsson            | Svezia      | 8"56  | 846   |                                          | 3900         | 11        |
| -         | -        | -      | Maicel Uibo               | Estonia     | dns   | dns   |                                          | dnf          | -         |
| -         | -        | -      | Dario Dester              | Italia      | dns   | dns   |                                          | dnf          | -         |
| -         | -        | -      | Simon Ehammer             | Svizzera    | dns   | dns   |                                          | dnf          | -         |

### Salto con l'asta
La gara del salto con l'asta si è disputata a partire dalle ore 11:08 del 5 marzo.
| Pos. | Atleta                    | Nazione   | 4,40 m | 4,50 m | 4,60 m | 4,70 m | 4,80 m | 4,90 m | 5,00 m | 5,10 m | 5,20 m | 5,30 m | 5,40 m | Ris.   | Punti | Note                                     | Pt. tot. | Pos. tot. |
| ---- | ------------------------- | --------- | ------ | ------ | ------ | ------ | ------ | ------ | ------ | ------ | ------ | ------ | ------ | ------ | ----- | ---------------------------------------- | -------- | --------- |
| 1    | Kevin Mayer               | Francia   | –      | –      | –      | –      | –      | –      | o      | –      | o      | o      | xxx    | 5,30 m | 1004  | Miglior prestazione personale stagionale | 5521     | 1         |
| 2    | Risto Lillemets           | Estonia   | –      | –      | –      | –      | o      | o      | o      | o      | xxx    |        |        | 5,10 m | 941   | =                                        | 5200     | 4         |
| 3    | Marcus Nilsson            | Svezia    | –      | –      | –      | –      | xo     | –      | o      | o      | xxx    |        |        | 5,10 m | 941   |                                          | 4841     | 9         |
| 4    | Sander Skotheim           | Norvegia  | –      | –      | –      | o      | o      | xo     | xo     | xxx    |        |        |        | 5,00 m | 910   | Miglior prestazione personale            | 5420     | 2         |
| 5    | Kai Kazmirek              | Germania  | –      | –      | –      | –      | o      | –      | xxx    |        |        |        |        | 4,80 m | 849   | Miglior prestazione personale stagionale | 4884     | 7         |
| 5    | Ondřej Kopecký            | Rep. Ceca | –      | –      | o      | –      | o      | –      | xxx    |        |        |        |        | 4,80 m | 849   |                                          | 4977     | 6         |
| 7    | Manuel Eitel              | Germania  | o      | xo     | o      | o      | xxo    | xxx    |        |        |        |        |        | 4,80 m | 849   | Miglior prestazione personale stagionale | 5222     | 3         |
| 8    | Jorge Ureña               | Spagna    | –      | xxo    | –      | –      | xxo    | xxx    |        |        |        |        |        | 4,80 m | 849   |                                          | 5161     | 5         |
| 9    | Tim Nowak                 | Germania  | –      | o      | o      | o      | xxx    |        |        |        |        |        |        | 4,70 m | 819   | Miglior prestazione personale stagionale | 4871     | 8         |
| -    | Makenson Gletty           | Francia   | –      | xxx    |        |        |        |        |        |        |        |        |        | nm     | 0     |                                          | 4335     | 11        |
| -    | Hans-Christian Hausenberg | Estonia   | –      | –      | –      | –      | –      | xxx    |        |        |        |        |        | nm     | 0     |                                          | 4391     | 10        |
| -    | Maicel Uibo               | Estonia   |        |        |        |        |        |        |        |        |        |        |        | dns    | dns   |                                          | dnf      | -         |
| -    | Dario Dester              | Italia    |        |        |        |        |        |        |        |        |        |        |        | dns    | dns   |                                          | dnf      | -         |
| -    | Simon Ehammer             | Svizzera  |        |        |        |        |        |        |        |        |        |        |        | dns    | dns   |                                          | dnf      | -         |

### 1000 metri piani
La gara dei 1000 metri piani è iniziata alle ore 19:40 del 5 marzo.
| Posizione | Nome                      | Nazionalità | Tempo   | Punti | Note                                     | Punti totali | Pos. tot. |
| --------- | ------------------------- | ----------- | ------- | ----- | ---------------------------------------- | ------------ | --------- |
| 1         | Sander Skotheim           | Norvegia    | 2'37"82 | 898   | =                                        | 6318         | 2         |
| 2         | Risto Lillemets           | Estonia     | 2'39"50 | 879   |                                          | 6079         | 3         |
| 3         | Tim Nowak                 | Estonia     | 2'41"61 | 856   | Miglior prestazione personale stagionale | 5727         | 7         |
| 4         | Marcus Nilsson            | Svezia      | 2'43"39 | 836   | Miglior prestazione personale stagionale | 5677         | 8         |
| 5         | Kevin Mayer               | Francia     | 2'44"20 | 827   | Miglior prestazione personale stagionale | 6348         | 1         |
| 6         | Manuel Eitel              | Germania    | 2'44"45 | 825   | Miglior prestazione personale            | 6047         | 4         |
| 7         | Ondřej Kopecký            | Rep. Ceca   | 2'45"36 | 815   |                                          | 5792         | 6         |
| 8         | Jorge Ureña               | Spagna      | 2'46"26 | 805   |                                          | 5966         | 5         |
| 9         | Makenson Gletty           | Francia     | 2"46'93 | 798   |                                          | 5133         | 9         |
| 10        | Hans-Christian Hausenberg | Estonia     | 3'06"57 | 601   | Miglior prestazione personale stagionale | 4992         | 10        |
| -         | Kai Kazmirek              | Germania    | dns     | dns   |                                          | dnf          | -         |
| -         | Maicel Uibo               | Estonia     | dns     | dns   |                                          | dnf          | -         |
| -         | Dario Dester              | Italia      | dns     | dns   |                                          | dnf          | -         |
| -         | Simon Ehammer             | Svizzera    | dns     | dns   |                                          | dnf          | -         |

### Classifica finale[8]
| Posizione | Nome                      | Nazionalità | Punti | Note                                     |
| --------- | ------------------------- | ----------- | ----- | ---------------------------------------- |
| Oro       | Kevin Mayer               | Francia     | 6348  | Miglior prestazione europea stagionale   |
| Argento   | Sander Skotheim           | Norvegia    | 6318  | Record nazionale                         |
| Bronzo    | Risto Lillemets           | Estonia     | 6079  | Miglior prestazione personale stagionale |
| 4         | Manuel Eitel              | Germania    | 6047  | Miglior prestazione personale            |
| 5         | Jorge Ureña               | Spagna      | 5966  |                                          |
| 6         | Ondřej Kopecký            | Rep. Ceca   | 5792  |                                          |
| 7         | Tim Nowak                 | Germania    | 5727  | Miglior prestazione personale stagionale |
| 8         | Marcus Nilsson            | Svezia      | 5677  | Miglior prestazione personale stagionale |
| 9         | Makenson Gletty           | Francia     | 5133  |                                          |
| 10        | Hans-Christian Hausenberg | Estonia     | 4992  | Miglior prestazione personale stagionale |
| -         | Kai Kazmirek              | Germania    | dnf   |                                          |
| -         | Maicel Uibo               | Estonia     | dnf   |                                          |
| -         | Dario Dester              | Italia      | dnf   |                                          |
| -         | Simon Ehammer             | Svizzera    | dnf   |                                          |